# Amparo Tusón
Amparo Tusón Valls (1949) és una antropòloga, filòloga i professora espanyola.

## Biografia
Es va llicenciar en Filologia Romànica-Hispànica el 1973 per la Universitat de Barcelona i es va doctorar en Antropologia Lingüística i Cultural a Berkeley, (Universitat de Califòrnia) el 1982, i en Filologia per la Universitat de Barcelona el 1985. Va iniciar la seva trajectòria docent fent classes en ensenyament primari, secundària i Formació Professional fins que el 1974 va començar la docència universitària. És catedràtica emèrita de Llengua espanyola al Departament de Filologia Espanyola a la Universitat Autònoma de Barcelona, on imparteix docència en la Facultat de Ciències de l'Educació i en la Facultat de Lletres.
Els seus treballs d'investigació van començar amb l'anàlisi dels fenòmens de contacte de llengües (català-espanyol) i els seus efectes en les aules. És especialista en pragmàtica i anàlisi del discurs i, de manera específica, ha analitzat el desenvolupament de la competència discursiva oral en les aules, des d'un enfocament etnogràfic. S'ha dedicat també a la formació del professorat i a l'estudi de l'aprenentatge de l'espanyol com a llengua estrangera.

## Publicacions destacades
- Ciencias del lenguaje, competencia comunicativa y enseñanza de la lengua (1993), en coautoría con C. Lomas y A. Osoro
- Anàlisi de la conversa (1995). Traducido al español como Análisis de la conversación (1997)
- La parla com a espectacle. Estudi d'un debat  televisiu (1997), en coautoría con H. Calsamiglia, J. Cots, C.U. Lorda, L. Nussbaum, L. Payrató
- Las cosas del decir. Manual de análisis del discurso (1999)
- Enseñanza del lenguaje, emancipación comunicativa y educación crítica (El aprendizaje de competencias comunicativas en el aula) (2009), en coautoría con C. Lomas
- Las máscaras de la educación y el poder del lenguaje (2017), en coautoría con C. Lomas y F. Jurado